# Colotois unilineata
Colotois unilineata är en fjärilsart som beskrevs av Barend J. Lempke 1970. Colotois unilineata ingår i släktet Colotois och familjen mätare. Inga underarter finns listade i Catalogue of Life.